# کینگ شارک
کینگ شارک (به انگلیسی: King Shark) یا پادشاه کوسه یک شخصیت خیالی ابرشرور در کتاب‌های کامیک آمریکایی منتشر شده توسط دی‌سی کامیکس است. شخصیت پادشاه کوسه توسط کارل کسل و تام گرامت خلق شده‌است که برای اولین بار حضوری افتخاری در نسخه ۴ کمیک سوپر بوی (اکتبر ۱۹۹۴) داشت تا اینکه به طور کامل در شمارهٔ ۹ کمیک سوپر بوی (نوامبر ۱۹۹۴) حضور پیدا کرد. او قادر به تنفس در زیر آب، و همچنین بر روی خشکی می‌باشد که همین مسئله او را به شکارچی فوق‌العاده خطرناک تبدیل کرده است. او پسر پادشاه کوسه‌های هاوایی است و اغلب به عنوان دشمن شخصیت‌های آکوامن، بتمن و فلش محسوب می‌شود.
اولین حضور این شخصیت در یک محصول لایو اکشن در مجموعهٔ تلویزیونی فلش با صداپیشگی دیوید هیتر بود در حالی که دان پاین نقش شکل انسانی وی را به تصویر کشید. در دنیای توسعه‌یافته دی‌سی پادشاه کوسه در فیلم جوخه انتحار (۲۰۲۱) با صداپیشگی سیلوستر استالونه و ضبط حرکت استیو آگی حضور دارد.